# Чертенков, Иван Матвеевич
Ива́н Матве́евич Чертенков (1912—1943) — красноармеец Рабоче-крестьянской Красной Армии, участник Великой Отечественной войны, Герой Советского Союза (1943).

## Биография
Родился в 1912 году в селе Рождественка (ныне — Тимский район Курской области). Получил неполное среднее образование. В возрасте 18 лет остался без родителей, содержал четырёх сестёр. С 1936 года проживал в Улан-Удэ, работал на строительстве здания педагогического института, затем перронным контролёром на железнодорожной станции. В январе 1942 года был призван на службу в Рабоче-крестьянскую Красную Армию. Начинал службу в Амурской военной флотилии. С 1943 года — на фронтах Великой Отечественной войны, был стрелком 78-го гвардейского стрелкового полка 25-й гвардейской стрелковой дивизии 6-й армии Юго-Западного фронта.
5 марта 1943 года в составе своего взвода, которым командовал лейтенант Широнин, участвовал в отражении контратак немецких танковых и пехотных частей у железнодорожного переезда на южной окраине села Тарановка Змиёвского района Харьковской области Украинской ССР. В том бою он уничтожил 1 танк и несколько вражеских солдат и офицеров, но и сам погиб. Похоронен в братской могиле на месте боя.
Указом Президиума Верховного Совета СССР «О присвоении звания Героя Советского Союза начальствующему и рядовому составу Красной Армии» от 18 мая 1943 года за «образцовое выполнение боевых заданий командования на фронте борьбы с немецкими захватчиками и проявленные при этом отвагу и геройство» был посмертно удостоен высокого звания Героя Советского Союза. Также посмертно был награждён орденом Ленина.
Похоронен в братской могиле в селе Тарановка Змиёвского района Харьковской области.

## Память
В честь Чертенкова названа улица в Улан-Удэ.